# Pomacea canaliculata
Pomacea canaliculata es una especie de molusco gasterópodo dulceacuícola que integra el género Pomacea de la familia Ampullariidae. Es denominado comúnmente caracol manzana o ampularia. Habita en ambientes acuáticos en regiones templadas y templado-cálidas del centro y centro-sur de América del Sur. Al ser comercializado en tiendas de acuarismo o criado en establecimientos de acuicultura para alimento humano, se producen escapes o liberaciones en ambientes acuáticos muy lejanos a su distribución original, y allí donde las condiciones ambientales lo permiten, la especie se establece en el nuevo hábitat y desarrolla poblaciones invasivas, las que se convierten en plagas al dañar cultivos o especies locales. Ya ha invadido extensas regiones de la India, del Sudeste Asiático, Indochina, Australia, Japón, etc.

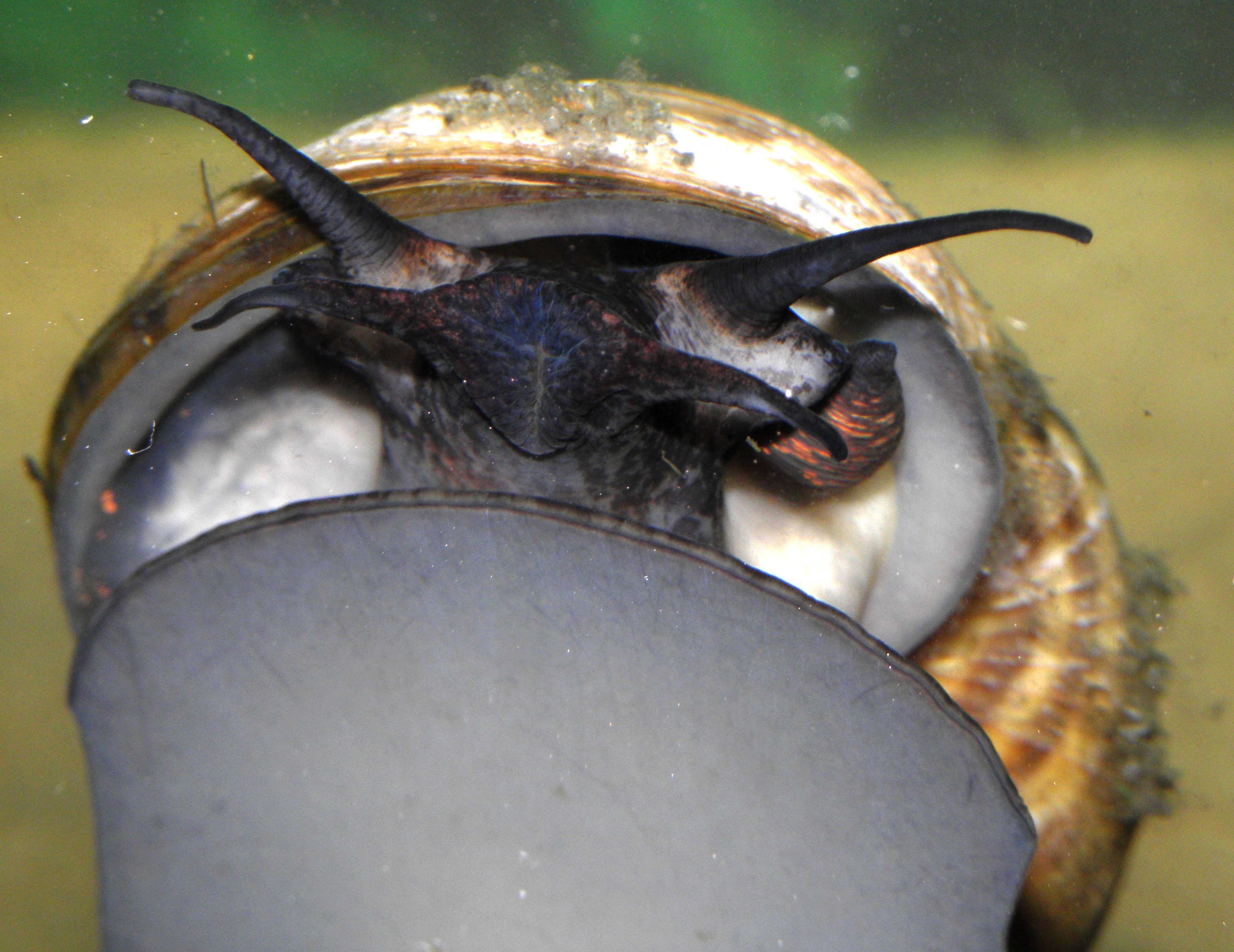
Caracol manzana (Pomacea canaliculata) visto de frente.

## Taxonomía
Pomacea canaliculata fue descrita originalmente en el año 1828 por el malacólogo Jean-Baptiste Lamarck. La localidad tipo de P. canaliculata («ríos de Guadalupe») es ambigua, pudiéndose referirse al lago de Guadalupe, Argentina.
Etimología
Etimológicamente, su apelativo específico canaliculata hace alusión a la profunda sutura en forma de canal que caracteriza a esta especie.

## Distribución y hábitat original
La distribución original de esta especie comprende ambientes acuáticos subtropicales y templados de América del Sur, mayormente en la cuenca del Plata en Bolivia, Paraguay, Uruguay, Brasil, llegando por el sur hasta el dique Paso de las Piedras, en el sudoeste de la provincia de Buenos Aires, centro-este de la Argentina. Las heladas no constituyen un limitante para su existencia, por lo que posee un mayor riesgo de invadir humedales de regiones de latitudes mayores.
Registro fósil
Los registros paleontológicos más antiguos de Pomacea canaliculata se han exhumados de las formaciones Dolores y Sopas en el Uruguay, y fueron fechadas entre los 43 000 y 45 000 años A.C.

### Distribución como especie invasiva
Pomacea canalicualata fue introducido desde América del Sur en el sudeste de Asia alrededor del año 1980, con el objetivo de transformarse en un recurso alimenticio local, incluso con potencial de pasar a ser un producto gourmet de exportación. Los mercados no lograron desarrollarse, los caracoles escaparon o fueron liberados, y esta especie pasa rápidamente a ser una seria plaga de los cultivos de arroz a través de muchos países del Asia sudoriental, causando enormes pérdidas económicas en los arrozales, donde es su principal plaga. En el archipiélago hawaiano fue introducido en 1989, probablemente desde las Filipinas y con idénticos objetivos que en su introducción asiática. De igual modo, escapó o fue liberado, y también allí pasó a ser plaga agrícola, en este caso del cultivo del taro. De manera paralela, afecta enormemente a los humedales naturales al destruir la vegetación acuática; de igual modo elimina poblaciones de moluscos locales. En Europa es plaga en arrozales del delta del Ebro.
Por estas razones, este caracol es incluido entre las especies invasoras más dañinas del mundo, una lista elaborada por el Grupo de Especialistas de Especies Invasoras (GEEI) de la Comisión de Supervivencia de Especies (CSE) de la Unión Internacional para la Conservación de la Naturaleza (UICN).
Mantiene poblaciones en Chile, la República Dominicana, Papúa Nueva Guinea, la mayor parte del sur, este y sudeste asiático, incluyendo Filipinas, Japón, Taiwán, Vietnam, Camboya, Tailandia, Laos, Corea, Sri Lanka, Indonesia, Malasia, el sur de China y Singapur.
En los Estados Unidos es plaga en Hawái, Guam, Arizona y California. Si bien también fue citada en Florida y Texas, se debe a errores de identificación con otras especies del mismo género. Según estudios genéticos comparativos, la población estadounidense de esta especie se origina de la introducción de ejemplares provenientes de la Argentina, específicamente del área de Buenos Aires.
Métodos de control

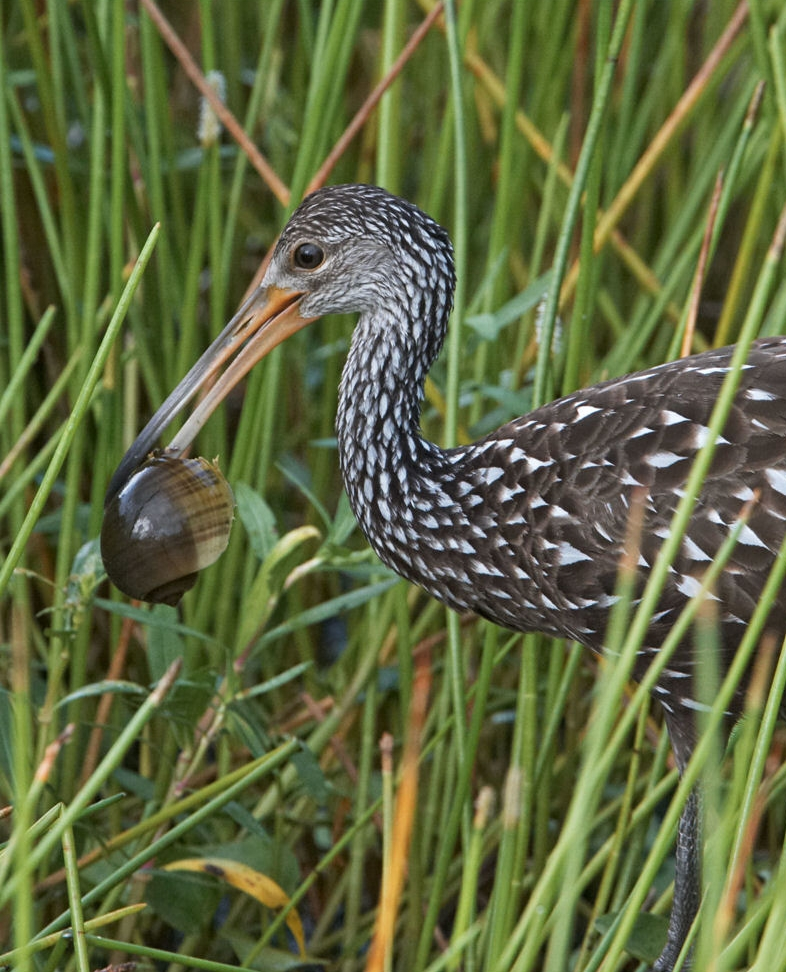
El carrao (Aramus guarauna) es uno de los controladores naturales de esta especie de caracol.

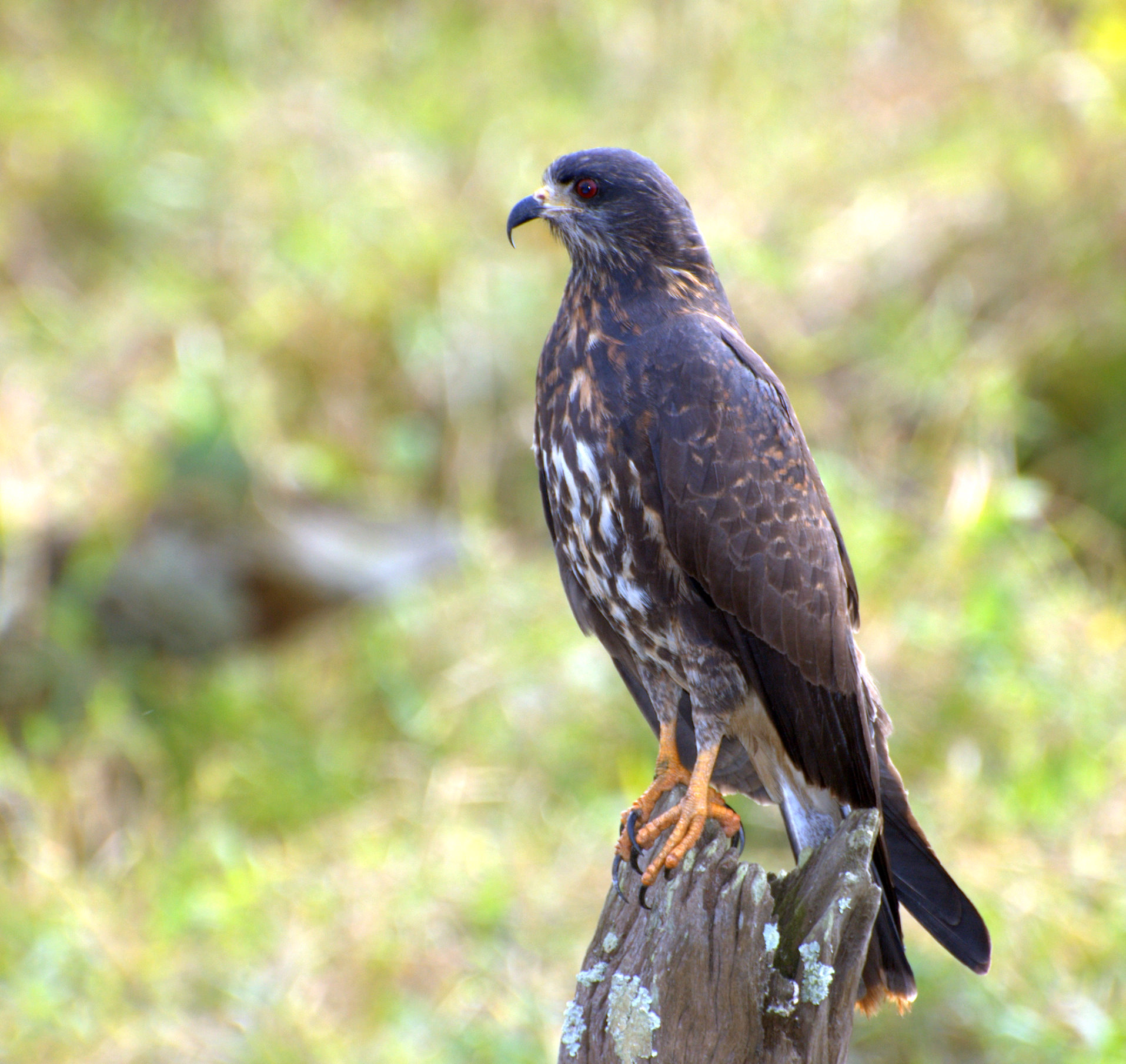
El gavilán caracolero (Rostrhamus sociabilis) es uno de los controladores naturales de esta especie de caracol.

Numerosos métodos se han probado en un intento por controlar sus poblaciones. Ninguno de ellos ha demostrado ser totalmente eficaz, seguro y económicamente viable. Una vez que esta especie logra instalarse, su erradicación probablemente no es posible.
Alrededor de los campos de arroz y taro se colocan barreras formadas por alambres o tiras de cobre, metal que al ser tóxico para los caracoles estos no cruzan sobre él. Se ha empleado generalizadamente el combate por medio de pesticidas, con consecuencias graves para la salud humana y ambiental. Se ha intentado el control biológico empleando peces y patos. En los cultivos el único método exitoso es la recolección de todos los caracoles visibles (con una red de mano o con la mano), caracol por caracol. Tiene la ventaja que no daña el medio ambiente. También se pueden emplear trampas, donde el cebo lo constituye plantas de lechuga, yuca u hojas de taro.

## Importancia médico-sanitaria y veterinaria
Esta especie es huésped intermediario de Angiostrongylus cantonensis, un nemátodo de roedores que accidentalmente puede infestar al ser humano, cuando se produce la ingestión de caracoles crudos, lo que genera cuadros de meningoencefalitis eosinofílica. En China, la expansión de esta enfermedad acompaña a la invasión de esta especie.
El copépodo argentino Ozmana huarpium (Ozmanidae) es una especie endosimbionte de este caracol.

## Características

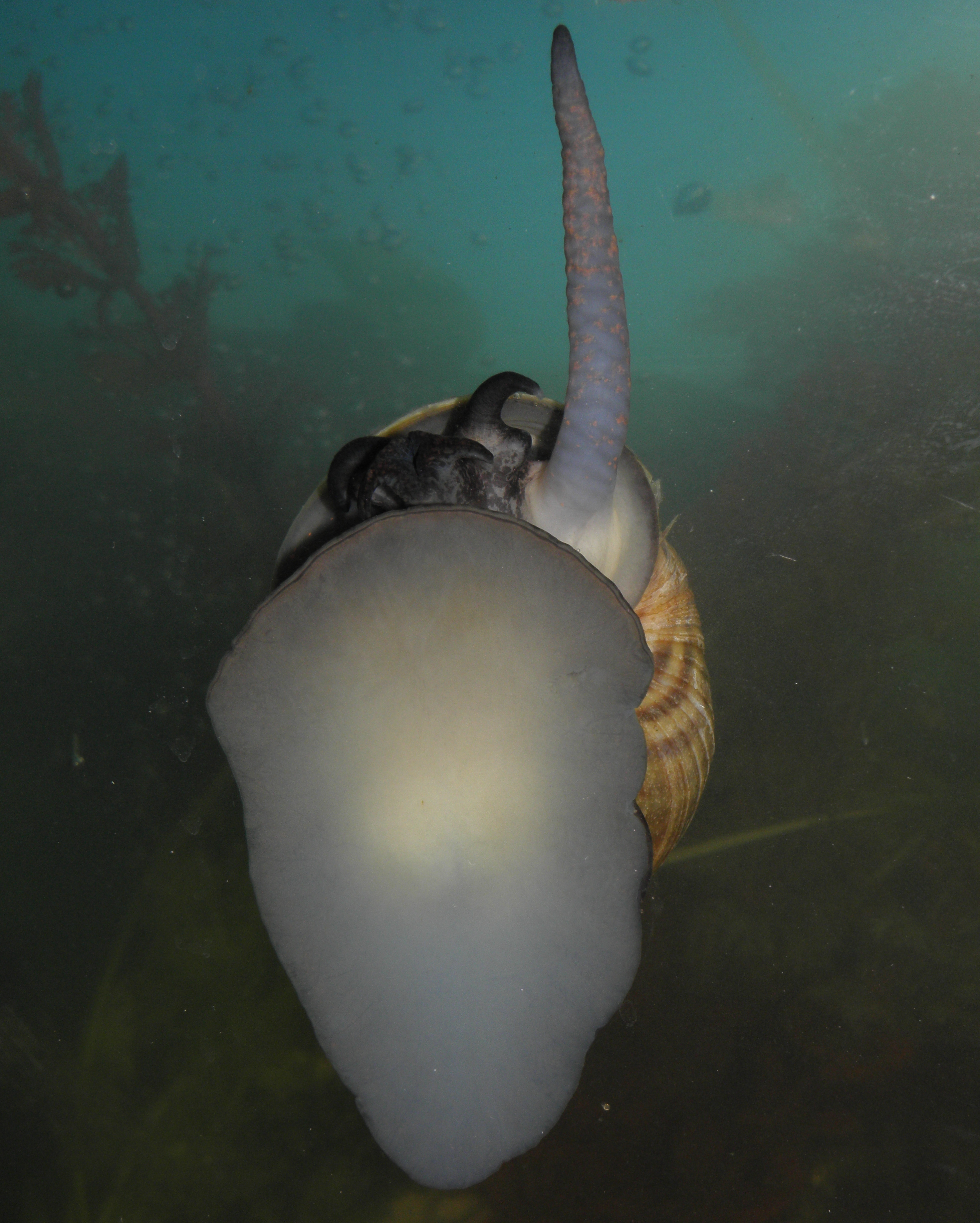
Un caracol manzana (Pomacea canaliculata) con el sifón extendido.

Morfológicamente Pomacea canaliculata es un caracol de gran tamaño (con diámetros de concha que pueden alcanzar más de 100 mm), de forma más o menos globosa. Visto dorsalmente el último anfracto es, proporcionalmente, 2 veces más largo que la longitud de la espira. La abertura es oval a algo alargada, grande y dextra; el labio externo muestra el margen simple. Tanto en adultos como en juveniles el ombligo es evidente, con una amplia abertura, que llega profunda hasta el nivel medio del labio parietal. Las espiras son bajas y dan 5 vueltas, sus suturas tienen forma de un profundo canal.
La delgada concha es de coloración café oscuro, el que tiende al beige; exhibe un tenue reticulado formado por líneas de crecimiento radiales y axiales. En poblaciones de acuarios se han desarrollado variedades de color amarillo dorado brillante. El opérculo es grueso, con espira nuclear excéntrica y líneas de crecimiento con bandas intercaladas de color marrón claro y oscuro. Internamente su superficie es de coloración marrón oscuro a negro brillante. El labio parietal no posee callo de unión; el labio columelar es algo curvo, y cubre de manera parcial al ombligo.
Posee dos tipos de respiración: el sistema de respiración branquial, situado en el costado derecho de su cuerpo, comparable a las agallas de los peces, el que le es útil para respirar mientras está sumergidos; además, en el costado izquierdo, cuenta con un pulmón para la respiración aérea. Esta combinación de branquia y pulmón expande los nichos ecológicos que puede explotar, al permitirle habitar en aguas pobres en oxígeno como lagunas de poca profundidad o charcas.
Para reducir la vulnerabilidad al ataque de aves especializadas en su predación, cuenta con una adaptación, el sifón tubular, empleado para la respiración aérea durante la inmersión, permitiendo al animal recargar su pulmón con oxígeno manteniendo su concha a una profundidad adecuada, lo que facilita que pase desapercibida.

## Biología y ecología
Para sobrevivir al periodo de condiciones adversas que se produce en la estación seca estival, esta especie ha desarrollado la capacidad de estivar. Mediante este mecanismo el ejemplar se retrae dentro de sus concha, sellando su interior fuertemente con el opérculo, acompañado por una disminución al mínimo de todas sus funciones corporales. En esta condición pueden permanecer de 4 a 5 meses hasta que vuelva la temporada lluviosa.
Actividad
Durante el día permanece sumergido, escondido entre la vegetación cerca de la superficie. Durante la noche es más activo, y al ser un animal anfibio, incluso puede salir del agua en busca de plantas tiernas. Su tasa de actividad también varía notablemente con la temperatura del agua, cuanto más alta es más activo.

### Reproducción

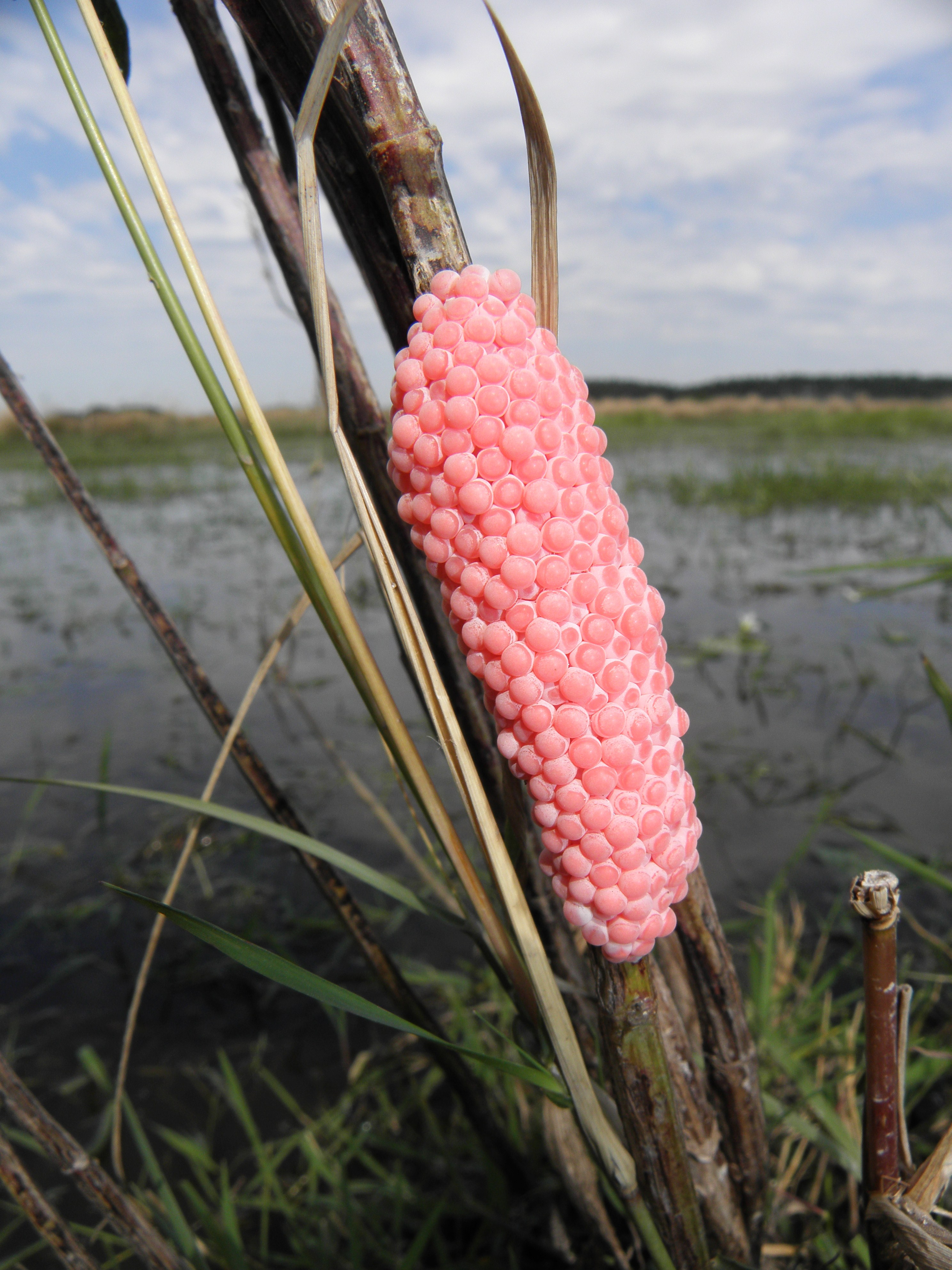
Huevos del caracol manzana (Pomacea canaliculata).

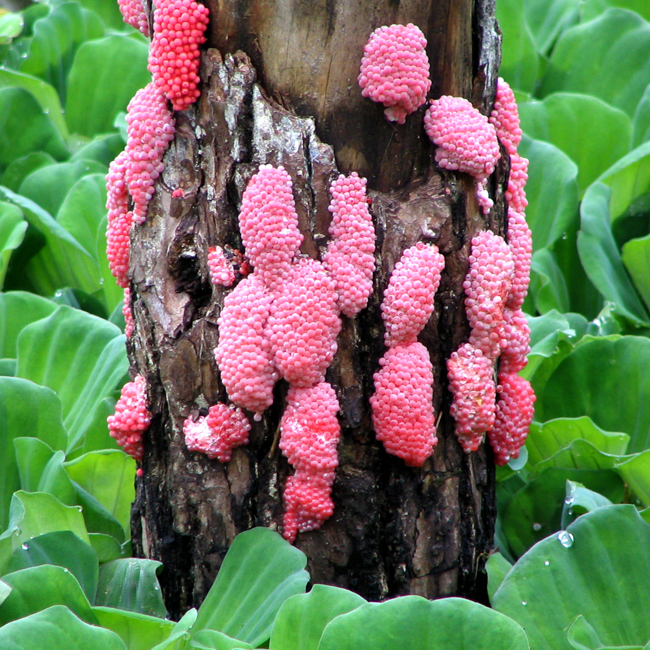
Abundantes masas de huevos de Pomacea canaliculata, sobre un tronco.

A diferencia de la mayoría de los caracoles (que son hermafroditas), esta especie pertenece a un grupo que en cambio es gonocorístico, es decir, poseen sexos separados, necesitando de un macho y una hembra para reproducirse. La cópula se lleva a cabo en el agua, durante la temporada de lluvia. La ovoposición se produce poco después del apareamiento; la hembra sale del agua y adhiere a superficies sólidas expuestas al sol de la vegetación acuática, rocas, paredes o troncos (hasta aproximadamente 50 cm por encima de la superficie del agua) masas de huevos de coloración en tonos rosado brillantes y en número variable, los que cuentan con una protección calcárea. Esta característica evita la depredación de los mismos por peces y otros animales acuáticos. Las posturas se producen con separaciones de pocas semanas, teniendo cada postura un promedio de 200 a 300 huevos, llegando en las hembras gigantes hasta 1000. Los huevos eclosionan generalmente en una a dos semanas, en función del régimen térmico. Los nuevos caracolitos apenas nacen caen al agua.
Ciclo de vida
La madurez reproductiva la alcanza entre los 3 meses hasta los 2 años, dependiendo del régimen de temperatura en que el ejemplar se desarrolle. La longevidad es de hasta 4 años.

### Dieta
A diferencia de Pomacea diffusa, la cual se alimenta de detritos y algas, Pomacea canaliculata tiene un apetito voraz, presentando hábitos alimenticios omnívoros, si bien el núcleo está basado en plantas acuáticas de cualquier tipo, también puede alimentarse de peces o crustáceos.

### Predadores
Al ser una especie abundante, es un importante eslabón en las cadenas alimenticias de los humedales donde habitan, existiendo dos especies de aves que prácticamente solo se alimentan de caracoles de este género. Una de ellas es el gavilán carcolero (Rostrhamus sociabilis), el cual ha desarrollado un pico con un específico gancho apical el cual permite que pueda ser introducido entre el opérculo y la concha, de este modo el animal logra desprender entero el cuerpo del caracol, desechando las conchas intactas, las cuales se van acumulando al pie de sus apostaderos más habituales. La otra especie es el carao (Aramus guarauna), el cual posee una estrategia distinta: su pico no cuenta con el gancho apropiado, pero tiene una estructura fuerte y su extremo cuenta con una forma particularmente adaptada para perforar un sector de la concha, produciendo un orificio por el cual logra introducir en él el pico y extraer entero el cuerpo del caracol, desechando las conchas, las que se diferencian de las descartadas por el gavilán al presentar todas el característico agujero.
En menor medida también es capturado por otras especies de aves, además de peces, tortugas acuáticas, mamíferos acuáticos y cocodrílidos.

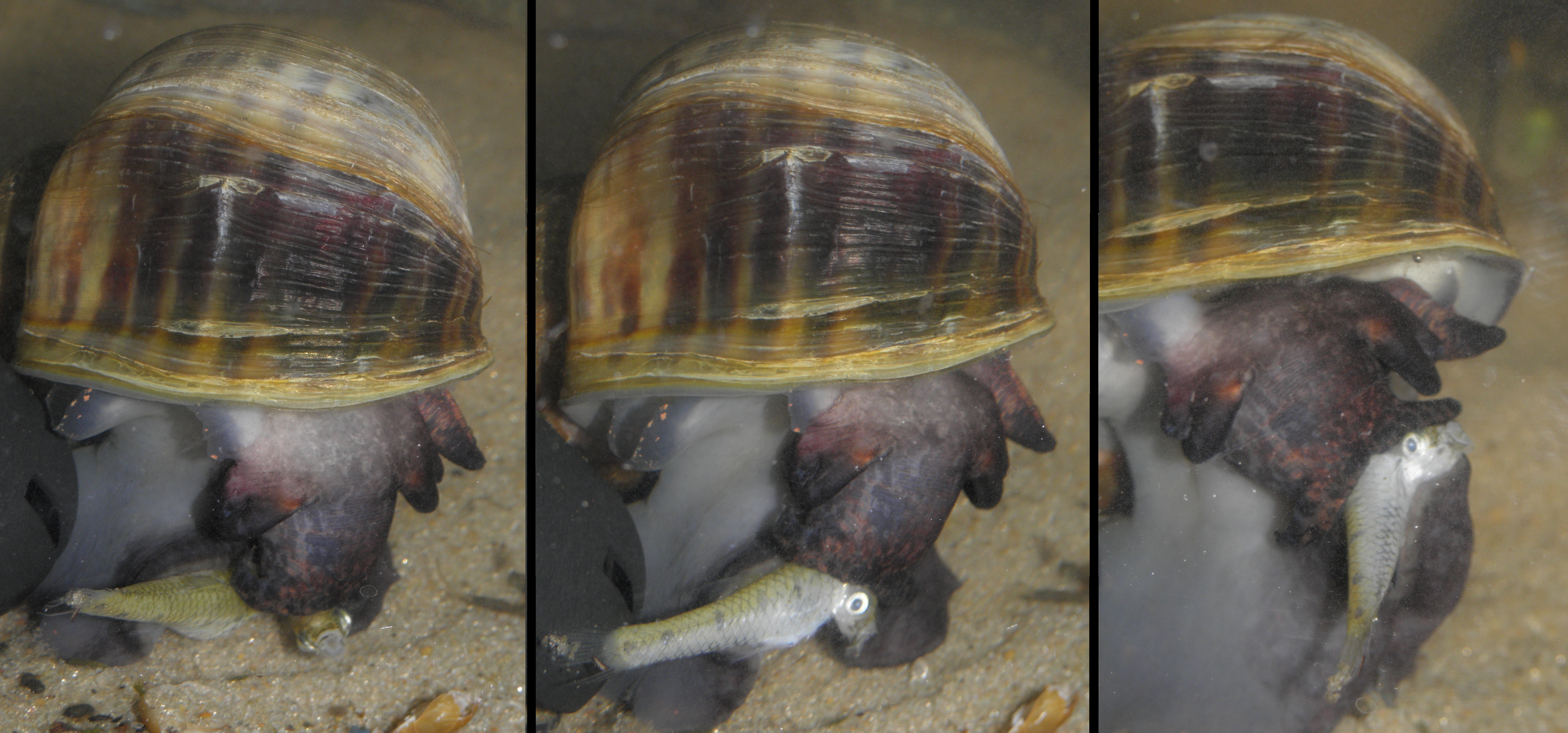
Un caracol manzana (Pomacea canaliculata) comiéndose una madrecita de 10 rayas (Cnesterodon decemmaculatus).